# دل دیوانه:بومرنگ جهنم
دل دیوانه:بومرنگ جهنم (ترکی استانبولی: Deli Yürek: Bumerang Cehennemi) یک فیلم در ژانر اکشن به کارگردانی عثمان سیناو است که در سال ۲۰۰۱ منتشر شد. از بازیگران آن می‌توان به کنعان ایمیرزالی اوغلو و اکتای کایناراجا اشاره کرد.